# Amphoe Chuen Chom
Chuen Chom (thaï : ชื่นชม) est un amphoe de la province de Maha Sarakham.